# Archivos de la administración local
El diccionario del Consejo Internacional de Archivos, define los archivos municipales como 'archivos de las municipalidades o de otras autoridades de gobierno local' y como 'archivos responsables de la adquisición, conservación y comunicación de estos archivos'.

## Sinónimos
- Archivos de la administración local
- Archivos locales

## Traducción
- Alemán: Lokale, plaatselijke archieven
- Catalán: Arxiu municipal
- Francés: Archives communales
- Inglés: Municipal archives
- Italiano: Archivi di enti locali

## Definición
Cada país tiene una concepción específica de los archivos de la administración local dependiendo del grado de desarrollo que tiene de este tipo de administración y eso va ligado generalmente con sus tradiciones políticas y culturales, así como su ordenamiento jurídico. Por eso, el tipo de concepción y definición de archivo municipal variará en función del país. Como expresan Ramón Alberch y María Asunción Colomer, "en los países con una organización política y archivística fuertemente centralizada se produce una dependencia de los archivos municipales de los archivos generales o nacionales", contrariamente pasa en países donde hay una mayor autonomía municipal, pues estos archivos "son percibidos como instrumentos de mejora de la gestión de la información y como baluartes de la memoria histórica". 
En el ámbito de la legislación española encontramos definidos los archivos en el artículo 59 de la ley 16/1985 de 25 de junio, del patrimonio histórico español, que especifica que "son archivos los conjuntos orgánicos de documentos, o la reunión de diversos documentos, reunidos por las personas jurídicas, públicas o privadas, en el ejercicio de sus actividades, al servicio de su utilización para la investigación, la cultura, la información y la gestión administrativa. Asimismo, se entienden por archivos las instituciones culturales donde se reúnen, conservan, ordenan y difunden por|para los fines anteriormente mencionados los llamados conjuntos orgánicos". Esta ley, sin embargo, hace referencia a los archivos estatales, sin hacer noticia de los archivos municipales. Y en otros textos legales la Constitución española o la ley 30/1992 de 26 de noviembre, de régimen jurídico de las administraciones públicas y del procedimiento administrativo común, sólo se regula el acceso a los archivos. 
Son las administraciones autonómicas las que definen y regulan los archivos de la administración local.

## Historia
A medida que la estructura feudal de los siglo XI y XII definía la formación de municipios y de sus órganos de gobierno con derecho a elegir los propios representantes y tomar acuerdos con carácter ejecutivo, apareció la necesidad de conservar los documentos originales acreditativos de estos privilegios y libertades, así como los registros de las resoluciones del consejo y los libros de contabilidad.
Durante el siglo XIX y a partir de la caída del Antiguo Régimen en que se configura una nueva forma de Estado, entra en escena una nueva área de interés desconocida hasta entonces: la historia nacional. El Estado Liberal necesita de fuentes documentales y los documentos municipales se convierten en un bien apreciado. En 1823 se dicta la Ley por el Gobierno económico de las Provincias y en su artículo 63 se dispone que "será de cargo de los secretarios de ayuntamiento la custodia y metódica colocación de todos los expedientes, órdenes y otros papeles (...) y para que por medio de los mismos índices se trasladen anualmente al archivo los que estén defenestrados, o no tengan que tener ya un uso corriente". Y en 1835, dentro del Arreglo Provisional de los Ayuntamientos, se incluye la obligación de los secretarios de tener a su cargo el archivo. Obligación que también recoge el artículo 84.4 de la Ley de Organización y Atribuciones de los Ayuntamientos de 1840.
A finales del siglo XIX y principios del siglo XX, asistimos a un alza de la importancia municipalista y regionalista, así como del enderezamiento cultural del país. Las ciudades se organizan y adaptan esta nueva realidad a sus servicios de archivos.

## Responsabilidades de los archivos municipales
Los archivos municipales tienen que velar para conservar el patrimonio documental de sus respectivos ámbitos territoriales, así como colaborar con el archivo comarcal en la elaboración del Inventario del patrimonio documental.
La ley también define que pueden acoger documentación de interés histórico y cultural de otras personas físicas o jurídicas relacionadas con el municipio, siempre y cuando el ayuntamiento lo acuerde con el titular respectivo.
Y finalmente, el archivo tiene que potenciar la organización de actividades de divulgación y de fomento de la investigación.

## Relación de los archivos de la administración local con su territorio y los ciudadanos
Ramon Alberch manifiesta que los archivos municipales son "el caso más claro de imbricación  con el órgano y la colectividad a la cual sirve" y "el grado de inserción del archivo en un entorno territorial perfectamente definido y que tenga una directa correlación con un poder político real y reconocible. En el caso de los archivos municipales es evidente que son inseparables de un poder de tanta solidez y continuidad histórica como son los municipios" (Archivos Municipales y Archivos Comarcales: Alternativa o complementariedad). 
El artículo 105. b de la Constitución española, la ley 30/1992 de 26 de noviembre, de régimen jurídico de las administraciones públicas y del procedimiento administrativo común y la ley 10/2001, de 13 de julio, de archivos y documentos regulan específicamente el acceso de los ciudadanos a los documentos garantizando el derecho de todas las personas a acceder en los documentos que forman parte de procedimientos cerrados que sólo puede ser denegado en aplicación de las limitaciones legalmente establecidas y siempre de forma motivada. 
La Administración local y los archivos municipales han sido pioneros en la aplicación de los derechos de acceso de los ciudadanos a los documentos, en parte porque son la administración que tiene más a mano y que afecta más directamente al ciudadano. Y es esta proximidad la que ha marcado el perfil profesional de los archiveros municipales, convirtiéndolo con el garante de estos derechos, por lo tanto es imprescindible la preservación, disponibilidad y accesibilidad de los documentos mediante la creación de las infraestructuras necesarias (tanto de edificios como de software informático) y la creación de la tipología documental desde el momento de creación del documento.

## Recopilación de la bibliografía internacional de archivística municipal
El año 2003, el Comité Director de la Sección de Archivos Municipales del CIA elaboró un documento inicial aprobado en la reunión celebrada en la ciudad española de Valladolid mediante el cual se iniciaba la recopilación de datos para la elaboración de una bibliografía internacional de archivística municipal que sirviera de instrumento de trabajo para todo el colectivo de profesionales, de manera tal que dispongan de una información básica, teórica y práctica. 
La primera fase de la recopilación de bibliografía se dio a conocer durante el Congreso Internacional de Archivos de Viena del 2004 que fue completado bajo la dirección de la archivista Maria Asunción Colomer y con la colaboración de miembros del Comité Director y de la Sección, así como el apoyo de la Subdirección General de Archivos del Ministerio de Cultura de España. 
Esta recopilación de referencias bibliográficas consta aproximadamente de un millar de entradas correspondientes a cincuenta uno países diferentes y es consultable desde la web de la Sección de Archivos Municipales del ICA.